# 乾杯 (長渕剛の曲)
「乾杯」（かんぱい）は、日本のミュージシャンである長渕剛の楽曲。
3枚目のオリジナル・アルバム『乾杯』（1980年）に収録された表題曲であり、作詞、作曲およびプロデュースは長渕、編曲は青木望が担当している。長渕が結婚する友人のために製作した曲であり、ピアノをメインとしたフォークバラードである。リリース当時より、ライブでの定番曲として演奏されていた。
後にセルフカバーアルバム『NEVER CHANGE』（1988年）製作の際に再レコーディングされ、先行シングル「乾杯-NEW RECORDING VERSION-」としてリリースされた。このシングルはオリコンチャートでは最高位1位を獲得、売り上げは77.4万枚を記録した。また第30回日本レコード大賞で金賞を受賞した他、著作物の使用料の分配額上位3曲で決まるJASRAC賞を1989年から1992年にかけて4年連続で受賞している。これは現在の方針になった1988年以降、歴代最多記録である。90年代以降は小学校の音楽の教科書にも載り、長渕剛の代表曲となった。
また自動車が走行することによってこの曲を奏でるメロディーロードが、長渕剛の出身地である鹿児島県にある指宿スカイラインの川辺IC - 知覧IC間に設置されている。
オリジナル版はアルバム『乾杯』以外にもベスト・アルバム『夏の恋人』（1981年）、『Tsuyoshi Nagabuchi All Time Best 2014 傷つき打ちのめされても、長渕剛。』（2014年）に収録され、1988年版は『NEVER CHANGE』以外にもベスト・アルバム『SINGLE COLLECTION』（1988年）、『SINGLES Vol.2 (1983〜1988)』（1997年）、『BEST〜風〜』（2002年）に収録されている。

## 音楽性
この楽曲は、地元の友人が結婚すると聞いた長渕が、友人への祝福のために書いた、人生の大きな節目に置かれた人間に対する応援歌である。歌詞の内容から結婚披露宴や卒業式などで歌われることが多い。
音楽情報サイト『CDジャーナル』では、「淡々としたテンポのなかで情感豊かに歌われる姿には、長い人生を歩む二人を送り出すにふさわしい力強さが」と表記されている。

## リリース
1980年にリリースされた長渕の3枚目のスタジオ・アルバム『乾杯』に収録されている。
ライブではほとんどの場合に歌われる曲となっているが、発表後すぐにはシングルでリリースされず、その後、1988年に再録音されたシングル盤のリリースによりヒットした（後述）。
1988年以降リリースされたベスト盤などには、「NewRecording Ver.」のみが収録されていたが、2014年リリースのベスト盤「Tsuyoshi Nagabuchi All Time Best 2014 傷つき打ちのめされても、長渕剛。」にはオリジナルバージョンが収録された。

## ライブ・パフォーマンス
1990年12月31日にNHK総合音楽番組『第41回NHK紅白歌合戦』（1990年）に長渕剛が初出場した際、中継先で歌う演出が初めて行われ、前年に崩壊したベルリンの壁の前で「親知らず」、「いつかの少年」、「乾杯」の3曲を歌った。この時の歌唱時間17分は紅白史上最長だった。
2016年12月7日にはフジテレビ系音楽番組『FNS歌謡祭』（1974年 - ）に出演し、大幅に歌詞と演奏を加えた「乾杯」（1980年）を演奏、賛否両論が巻き起こり大きな反響を呼んだ。この演奏に関して長渕は、「つまんないだろ。だって同じ歌ばかり歌ってもね」、「今の時代、『乾杯』なんか言ってられないでしょ?」と語り、そのためイントロ部分を大幅にアレンジし、現代社会に対する批判を盛り込んだ構成にしたという。
- テレビ出演
  - 音楽番組『夜のヒットスタジオDELUXE』（1985年 - 1989年、フジテレビ系列） - 1988年1月27日放送。
  - 音楽番組『ザ・ベストテン』（1978年 - 1989年、TBS系列） - 1988年2月18日放送、ランキング8位での出演。同年3月3日には、ランキング2位で再出演を果たしている。その後、3月10日、3月17日、3月24日と3週連続で1位を獲得したが、一度も出演しなかった。
  - 音楽番組『第41回NHK紅白歌合戦』（1990年、NHK） - 1990年12月31日放送。ベルリンのフランス聖堂からの生中継で17分に及ぶ時間を使用し全3曲を演奏。演奏曲は「親知らず」、「いつかの少年」、「乾杯」。
  - 音楽番組『ミュージックフェア』（1964年 - 、フジテレビ系列） - 1999年10月17日放送。「とんぼ」、「巡恋歌」、「乾杯」を演奏。
  - 音楽番組『SONGS』（2007年 - 、NHK） - 2011年7月13日放送。
  - 音楽番組『FNS歌謡祭』（1974年 - 、フジテレビ系列） - 2016年12月7日放送。
  - 音楽番組『音楽の日』（2011年 - 、TBS系列） - 2019年7月13 - 14日放送。第1部内で岩手・富山・広島・長崎各県と東京のTBS放送センタースタジオを生中継で繋ぎ、各場所にいる中学生・高校生たち計300人と「乾杯」の合唱を行った。また同番組内で「Orange」を初披露・演奏。

## カバー
- 池川兄弟 - アルバム『Sangria』（2008年）に収録。
- 五木ひろし - アルバム『五木ひろしリサイタルライブ（21世紀の喝采がきこえる）』（1997年）に収録。
- 押尾コータロー - トリビュート・アルバム『Hey ANIKI!』（2004年）に収録[6]。
- 上新功祐 - アルバム『ウタモノ⑤』（2018年）に収録。
- シンディ・フォング（方麗盈） - 広東語バージョン、「衝線」のタイトルで1988年にリリース。
- スコット・マーフィー - カバー・アルバム『Guilty Pleasures II』（2008年）に収録[7]。
- チアン・ユー・ヘング（中国語版） - 北京語バージョン、「跟往事乾杯」のタイトルでアルバム『跟往事乾杯』（1988年）に収録。
- 鄭智化（英語版） - 北京語バージョン、「乾杯」のタイトルでアルバム『Music Party In 北京』（1995年）に収録。
- ティム・ハーデン・トリオ - アルバム『JAZZで聴くウェディング・メロディーズ』（2004年）に収録。
- Toshl - アルバム『IM A SINGER VOL.2』（2019年）に収録[8][9][10]。
- 内藤やす子 - アルバム『SONGS II』（1988年）に収録。
- 中西保志 - アルバム『メロディーズ』（2009年）に収録。
- ハーブ・オオタ・ジュニア - アルバム『COCOLO～ウクレレ・Jバラッズ』（2009年）に収録。
- ヒューマンロスト - シングル「乾杯」（2003年）に収録。
- 前川清 - アルバム『バラードセレクション 明日に』（1999年）、『エンカのチカラ -GREAT 80's-』（2009年）に収録。
- 八代亜紀 - アルバム『特選集』（1995年）に収録。

## スタッフ・クレジット

### 参加ミュージシャン
- 今泉正義 - ドラムス
- 岡沢茂 - ベース
- 笛吹利明 - アコースティック・ギター
- 水谷公生 - エレキ・ギター
- 澁井博 - キーボード
- トマトグループ - ストリングス

### スタッフ
- 長渕剛 - プロデューサー
- 陣山俊一（ユイ音楽工房） - ディレクター
- 山里剛（ヤマハ音楽振興会） - ディレクター
- 引田和幸（東芝EMI） - ディレクター
- 糟谷銑司 - マネージャー
- 奥村誠二 - レコーディング・エンジニア
- 村上輝生 - レコーディング・エンジニア
- 石塚良一 - レコーディング・エンジニア、リミックス・エンジニア

## 乾杯-NEW RECORDING VERSION-
「乾杯-NEW RECORDING VERSION-」（かんぱい ニュー・レコーディング・バージョン）は、長渕剛の18枚目のシングル。
1988年2月5日に東芝EMIのエキスプレスレーベルから7インチレコード、カセットテープ、同年2月25日に8センチCDでリリースされた。
規格品番はRT07-2055 (7")、ZX10-6109 (CT)、CT10-2001 (CD)。
CDシングルは品番などは同じままで途中からジャケットデザインが変更されている。

### 音楽性
初期のバージョンとはアレンジが異なり、また、長渕自身の声も透明感のある澄んだ声質からしわがれた声質へと変わっている。初期バージョンの編曲は青木望であったが、このシングルでは瀬尾一三、長渕による編曲となっており、フォークソングであった同曲を、バラードソングとした。
文筆家の矢吹光は著書『長渕剛 VS 桑田佳祐』にて、「殺伐とした都会で苦しむ者たちの乾いた精神を癒す曲」と表記している。

### リリース
セルフカバーアルバム『NEVER CHANGE』（1988年）からの先行シングル。
3枚目のアルバム『乾杯』（1980年）に収録されていたタイトルソングであり、8年の時を経て再レコーディングされ、シングルとして発売された。リリースに至った経緯として、当時東芝EMIの常務取締役A&R第一本部長であった石坂敬一から本作をシングルとして発表することを提案されたためである。
B面曲の「THANK YOU WOMAN」はアルバム未収録となった。

### チャート成績
長渕にとしては5枚目のシングル「順子/涙のセレナーデ」（1980年）に次ぐ2曲目のオリコン1位獲得曲となった。シングルチャート100位圏内に通算93週ランクインし、80万枚近い売り上げを記録。
2005年にNHKが実施した「スキウタ〜紅白みんなでアンケート〜」で白組31位にランクインされた。

### メディアでの使用
1990年代の初頭には、キリンラガービールのCMソングに使われた。また、1997年9月27日から2000年12月31日まで、西鉄大牟田線の特急列車で西鉄福岡駅到着時の車内チャイムとして使用されていた。2010年3月20日から約20年ぶりにキリンラガービールのCMソング（菅原文太他出演のバージョン）に「乾杯 -LIVE2009-」としてライブバージョンが使用された。
2019年（令和元年）9月30日より、地元鹿児島の指宿スカイライン（川辺IC - 知覧IC間）に、車両通行時に「乾杯」のサビが流れるメロディ舗装が設置された。

### シングル収録曲
レコード、CD版
| 全作詞・作曲: 長渕剛。 |                                  |           |            |                  |      |
| #                      | タイトル                         | 作詞      | 作曲・編曲 | 編曲             | 時間 |
| 1.                     | 「乾杯 -NEW RECORDING VERSION-」 | 長渕剛    | 長渕剛     | 瀬尾一三、長渕剛 | 5:26 |
| 2.                     | 「THANK YOU WOMAN」              | 長渕剛    | 長渕剛     | 中西康晴         | 3:54 |
| 合計時間:              | 合計時間:                        | 合計時間: | 9:20       |                  |      |

カセットテープ版
| 全作詞・作曲: 長渕剛。 |                                  |           |            |                  |      |
| #                      | タイトル                         | 作詞      | 作曲・編曲 | 編曲             | 時間 |
| 1.                     | 「乾杯 -NEW RECORDING VERSION-」 | 長渕剛    | 長渕剛     | 瀬尾一三、長渕剛 | 5:26 |
| 2.                     | 「乾杯（オリジナル・カラオケ）」 | 長渕剛    | 長渕剛     |                  | 5:26 |
| 合計時間:              | 合計時間:                        | 合計時間: | 10:52      |                  |      |

| 全作詞・作曲: 長渕剛。 |                                             |           |            |          |      |
| #                      | タイトル                                    | 作詞      | 作曲・編曲 | 編曲     | 時間 |
| 1.                     | 「THANK YOU WOMAN」                         | 長渕剛    | 長渕剛     | 中西康晴 | 3:54 |
| 2.                     | 「THANK YOU WOMAN（オリジナル・カラオケ）」 | 長渕剛    | 長渕剛     |          | 3:54 |
| 合計時間:              | 合計時間:                                   | 合計時間: | 7:48       |          |      |

## 批評
| 専門評論家によるレビュー | 専門評論家によるレビュー |
| レビュー・スコア         | レビュー・スコア         |
| 出典                     | 評価                     |
| ------------------------ | ------------------------ |
| CDジャーナル             | 肯定的（オリジナル版）   |
| CDジャーナル             | 肯定的（1988年版）       |

オリジナル版
音楽情報サイト『CDジャーナル』では、「これまで多くの人の涙をもたらした名曲」と評されている。
1988年版
音楽情報サイト『CDジャーナル』では、「しゃがれた声で雄々しく、人生を噛み締めるように歌う。そんなテーマにふさわしい壮大なバラードだ。そのメッセージの力強さには、心を激しく動かす輝きがある」と評されている。

## 楽曲の収録作品
スタジオ音源（オリジナル版）
- 『乾杯』（1980年）
- 『夏の恋人』（1981年）
- 『Tsuyoshi Nagabuchi All Time Best 2014 傷つき打ちのめされても、長渕剛。』（2014年）

スタジオ音源（1988年版）
- 『NEVER CHANGE』（1988年）
- 『SINGLE COLLECTION』（1988年）
- 『SINGLES Vol.2 (1983〜1988)』（1997年）
- 『ACOUSTIC 俺の太陽』（1999年） - 新録音バージョンを収録。
- 『BEST〜風〜』（2002年）

ライブ音源
- 『長渕剛LIVE』（1981年） - 1980年のツアーから収録されている。
- 『SUPER LIVE IN 西武球場』（1983年） - 1983年7月25日の西武球場公演から収録されている。
- 『長渕剛LIVE'89』（1990年） - 1989年7月13日、7月14日の横浜アリーナ公演から収録。
- 『いつかの少年』（1994年） - 『長渕剛LIVE'89』と同じ音源を収録。
- 『長渕剛 ALL NIGHT LIVE IN 桜島 04.8.21』（2004年） - 2004年8月21日の桜島特設会場公演から収録。
- 『富士山麓 ALL NIGHT LIVE 2015』（2016年） - 2015年8月22日の富士山麓ふもとっぱら特設ステージ公演から収録。

ライブ映像
- 『SUPER LIVE IN 西武球場』（1983年）
- 『HUNGRY TOUR 1986.1.22 THE 4DAYS LIVE』（1986年）
- 『LICENSE』（1988年）
- 『SAKURAJIMA』（2004年）
- 『LIVE at YOYOGI NATIONAL STADIUM ARENA TOUR 2010 - 2011 "TRY AGAIN"』（2011年）